# مهرجان صندانس السينمائي 2018
مهرجان صاندانس السينمائي 2018 (بالإنجليزية: Sundance Film Festival)‏ أقيم مهرجان في الفترة من 18 إلى 28 يناير 2018. وتم الإعلان عن التشكيلة الأولى من أفلام المنافسة في 29 نوفمبر 2017.